# Amanda Hale
Amanda Hale (* 2. Oktober 1982 in London) ist eine britische Schauspielerin.

## Karriere
Hale studierte an der Royal Academy of Dramatic Art und machte im Jahre 2005 ihren Abschluss. Sie ist sowohl auf der Bühne als auch auf der Leinwand zu sehen.
Im Jahre 2003 gewann sie den "Best Fight Award" an der Academy. Vier Jahre später wurde sie für zwei "Evening Standard Award" nominiert. Der erste war für einen Newcomer und der zweite für die beste Schauspielerin in dem Stück Die Glasmenagerie von Tennessee Williams.
2008 ist sie in dem Stück The City im Royal Court Theatre zu sehen.

## Filmografie
- 2005: The Importance of Being Earnest
- 2006: Gekocht
- 2007: Die Glasmenagerie
- 2007: Persuasion
- 2007: Jekyll
- 2007: Richard ist mein Freund (Richard Is My Boyfriend)
- 2008: The City
- 2009: Bright Star
- 2009: Murderland
- 2010: Spooks – Im Visier des MI5 (Spooks, Fernsehserie, 1 Folge)
- 2010: Any Human Heart – Eines Menschen Herz (Fernsehserie, 1 Folge)
- 2011: Das karmesinrote Blütenblatt (The Crimson Petal and the White, Fernsehserie, 4 Folgen)
- 2012–2013: Ripper Street (Fernsehserie, 7 Folgen)
- 2013: The White Queen (Fernsehserie, 10 Folgen)
- 2013: Being Human (Fernsehserie, 1 Folge)
- 2013: Dates (Fernsehserie, 1 Folge)
- 2013: The Invisible Woman
- 2020: Death in Paradise (Fernsehserie, 1 Folge)